# Plagiochila fragilis
Plagiochila fragilis là một loài rêu trong họ Plagiochilaceae. Loài này được Taylor mô tả khoa học đầu tiên.
Danh pháp khoa học của loài này chưa được làm sáng tỏ. 